# Cryptocoryne willisii
Cryptocoryne willisii là một loài thực vật có hoa trong họ Ráy (Araceae). Loài này được Reitz mô tả khoa học đầu tiên năm 1908.